# Badminton la Jocurile Olimpice de vară din 1992
Probele sportive de badminton la Jocurile Olimpice de vară din 1992 s-au desfășurat în perioada 28 iulie - 4 august 1992 la Pavelló de la Mar Bella din Barcelona, Spania. Au fost 4 probe sportive, la care au participat 177 de sportivi din 36 de țări.

## Medaliați
| Categorie           | Aur                                          | Argint                              | Bronz                                    |
| Individual masculin | Alan Budikusuma (INA)                        | Ardy Wiranata (INA)                 | Thomas Stuer-Lauridsen (DEN)             |
| Individual masculin | Alan Budikusuma (INA)                        | Ardy Wiranata (INA)                 | Hermawan Susanto (INA)                   |
| Individual feminin  | Susi Susanti (INA)                           | Bang Soo-hyun (KOR)                 | Huang Hua (CHN)                          |
| Individual feminin  | Susi Susanti (INA)                           | Bang Soo-hyun (KOR)                 | Tang Jiuhong (CHN)                       |
| Dublu masculin      | Coreea de Sud Kim Moon-soo Park Joo-bong     | Indonezia Eddy Hartono Rudy Gunawan | China Li Yongbo Tian Bingyi              |
| Dublu masculin      | Coreea de Sud Kim Moon-soo Park Joo-bong     | Indonezia Eddy Hartono Rudy Gunawan | Malaysia Razif Sidek Jalani Sidek        |
| Dublu feminin       | Coreea de Sud Hwang Hye-young Chung So-young | China Guan Weizhen Nong Qunhua      | Coreea de Sud Gil Young-ah Shim Eun-jung |
| Dublu feminin       | Coreea de Sud Hwang Hye-young Chung So-young | China Guan Weizhen Nong Qunhua      | China Lin Yan Fen Yao Fen                |

## Clasament medalii
| Loc | Țară          | Aur | Argint | Bronz | Total |
| 1   | Indonezia     | 2   | 2      | 1     | 5     |
| 2   | Coreea de Sud | 2   | 1      | 1     | 4     |
| 3   | China         | 0   | 1      | 4     | 5     |
| 4   | Danemarca     | 0   | 0      | 0     | 1     |
| 4   | Malaysia      | 0   | 0      | 0     | 1     |